# Rick Romijn
Rick Romijn, geboren als Richard Blokpoel (Den Haag, 31 december 1962), is een Nederlands radiopresentator. Hij is te horen als sidekick in de De 538 Ochtendshow op Radio 538. Daarvoor was hij sidekick in Evers Staat Op op diezelfde radiozender.

## Biografie

### Carrière
Romijn werkte eind jaren 1990 al als sidekick bij het radioprogramma van Edwin Evers, toen nog uitgezonden op 3FM. In 2000 stapte de gehele crew, inclusief Cobus Bosscha, over naar het commerciële station Radio 538. Tot aan het einde van de show stelde Romijn de muziek voor Evers zijn programma samen. Naast het werk als sidekick was hij ook een van de vaste voice-overstemmen op 538, naast Sandra Dorland en Wessel van Diepen. In 2018 vertrok Romijn, samen met Evers en de andere sidekick Niels van Baarlen, na 18 jaar bij Radio 538.
Hij is tevens reclame-voice-over, hij heeft onder andere voor de Media Markt reclames ingesproken. In oktober 2018 was Romijn, samen met Edwin Evers en Niels van Baarlen, te horen in een radiospotje voor Mars.
Sinds januari 2019 was Romijn werkzaam voor Radio Veronica. Hij fungeerde net als bij Radio 538 samen met Niels van Baarlen als sidekick, eerst in de middagshow van Wilfred Genee; Veronica Inside en sinds December 2021 in het programma De Veronica Ochtendshow: Ook Goeiemorgen. Tevens was Romijn enige tijd de muzieksamensteller voor Radio Veronica. Daarnaast was Romijn samen met Niels van Baarlen te zien als barmannen in de talkshow Café Hendriks en Genee op Veronica.
In juni 2023 keerde hij terug met Niels van Baarlen en Tim Klijn op Radio 538 als sidekick van het nieuwe ochtendprogramma De 538 Ochtendshow.

## Trivia
- Rick Romijn is een neef van voormalig beroepswielrenner Michael Boogerd.
- Als Ricky Romano is hij in de jaren tachtig dj geweest bij Radio Stad Den Haag.